# 10182 Junkobiwaki
10182 Junkobiwaki eller 1996 FL5 är en asteroid i huvudbältet som upptäcktes den 20 mars 1996 av de båda japanska astronomerna Kazuro Watanabe och Kin Endate vid Kitami-observatoriet. Den är uppkallad efter Junko Biwaki.
Asteroiden har en diameter på ungefär 5 kilometer.